# Overbundebeek
De Overbundebeek is een beek in Nederlands Zuid-Limburg in de gemeente Meerssen. De beek ligt bij Bunde op de rechteroever van de Maas en heeft een lengte van ruim 850 meter.
Ruim 250 meter naar het noordwesten liggen de bronnen van de Paslossing.

## Ligging
De beek ligt op de zuidwestelijke helling van het Centraal Plateau in de overgang naar het Maasdal. De bron van de beek ligt op de helling van de Kruisberg tussen Kasen en Bunde. Vanaf de bron stroomt de beek in zuidwestelijke richting. Onderweg loopt de beek door het park van Huize Overbunde en passeert dit gebouw ten noordwesten. In het park heeft Waterschap Roer en Overmaas een waterbuffer aangelegd.
Het water van de beek stroomt aan de rand van Bunde het riool in. De beek hoort bij het stroomgebied van de Geul.